# Тибетська астрологія
Тибетська астрологія (Вайлі: tsis) — традиційне тибетське вчення, що поєднує в собі елементи китайської та індійської астрології. Будучи тісно пов'язаною з традиційною тибетською медициною, є важливою частиною культури Тибету.

## Історія виникнення
Тибетська астрологія являє собою синкретичну систему, в якій зазвичай виділяється дві основні частини:
- Карці (Вайлі: skar rtsis) — «біла» астрологія або астрологія «зірок», що виникла під впливом індійської астрології. У ній використовуються математичні обчислення, що ріднять її з західною астрологічною традицією. [3]
- Чжунці (Вайлі: byung rtsis) або нагці (Вайлі: nag rtsis) — астрологія «елементів» або «чорна» астрологія, яка виникла під впливом китайських джерел. У ній підрахунки зведені до мінімуму, але більше психологічних інтерпретацій. [4]

Кольорові відмінності пов'язані з тибетськими назвами для Китаю (Вайлі: rGya-Nag — «чорний простір») та Індії (Вайлі: rGya-dKar — «білий простір») , а також співвідносяться з кольором одягу: індійці носили білий, китайці — переважно чорний одяг. 
Одними з найбільш ранніх текстів, які проникли на Тибет, були шиваїстські астрологічні тантри, такі як Шива-свародая-тантра. Китайська гілка тибетської астрології отримала імпульс до розвитку після одруження тибетського царя Сронцангамбо з китайською принцесою Веньчен в середині сьомого століття, яка, як вважається, привезла з собою ряд китайських астрологічних і медичних трактатів. 
Згідно з легендою, астрологія елементів (нагці) була принесена на Тибет Конфуцієм, якого тибетці називають Конгце. Він є важливим персонажем епосу про Гесер і розглядається як втілення Манджушрі. Астрологія елементів заснована на використанні в розрахунках точного часу народження і найбільш часто використовується для побудови гороскопів. 
Поява білої астрології (карці) пов'язане з перекладом із санскриту на тибетську мову Калачакру-тантру в 1027 році. У той рік, так званий рік вогняного зайця, 60-річний астрологічний цикл рабджунг (тиб. རབ་བྱུང༌།,) був покладений в основу тибетського календаря. 
Один з розділів білої астрології, Янчар (Вайлі: dbyang char — «прояв через голосні звуки»), сформувався під впливом Шива-свародая-тантри і Калачакри-тантри.  Ця система також схожа з західною астрологією. У ній використовуються великі астрономічні обчислення, розглядаються п'ять планет (Меркурій, Венера, Марс, Юпітер, Сатурн), Сонце, Місяць, обидва місячних вузла (Раху і Кету), а також застосовується нумерологія. Астрологічна система Калачакри в чистому вигляді виключає з розгляду Кету (південний місячний вузол). 

## Опис

### Практика передбачень
Передбачення (тиб.: мо) займає важливе місце в житті тибетців і має різноманітні форми, такі як: астрологічні розрахунки, різні ворожіння, езотеричні пророцтва. У багатьох дрібних щоденних питаннях тибетці використовують для ворожіння чотки. Інші поширені способи — звір з «сприятливими» або «несприятливими» днями в астрологічному альманасі, розпізнавання ознак, кидання гральних кісток. Для більш детальних прогнозів тибетці звертаються до астрологів.
Астрологія використовується також в тибетській геомантії (Вайлі: sa dpyad), що склалася під впливом різних культур. До геомантії звертаються за допомогою при зведенні будівель і для інших дій, пов'язаних із заподіянням неспокою Землі. У цьому випадку на астрологічні розрахунки покладаються, щоб підібрати найсприятливіший час для огляду місцевості, виконання обрядів освячення для протидії негативним впливам, для синхронізації різних фаз проекту.

## Сучасний стан

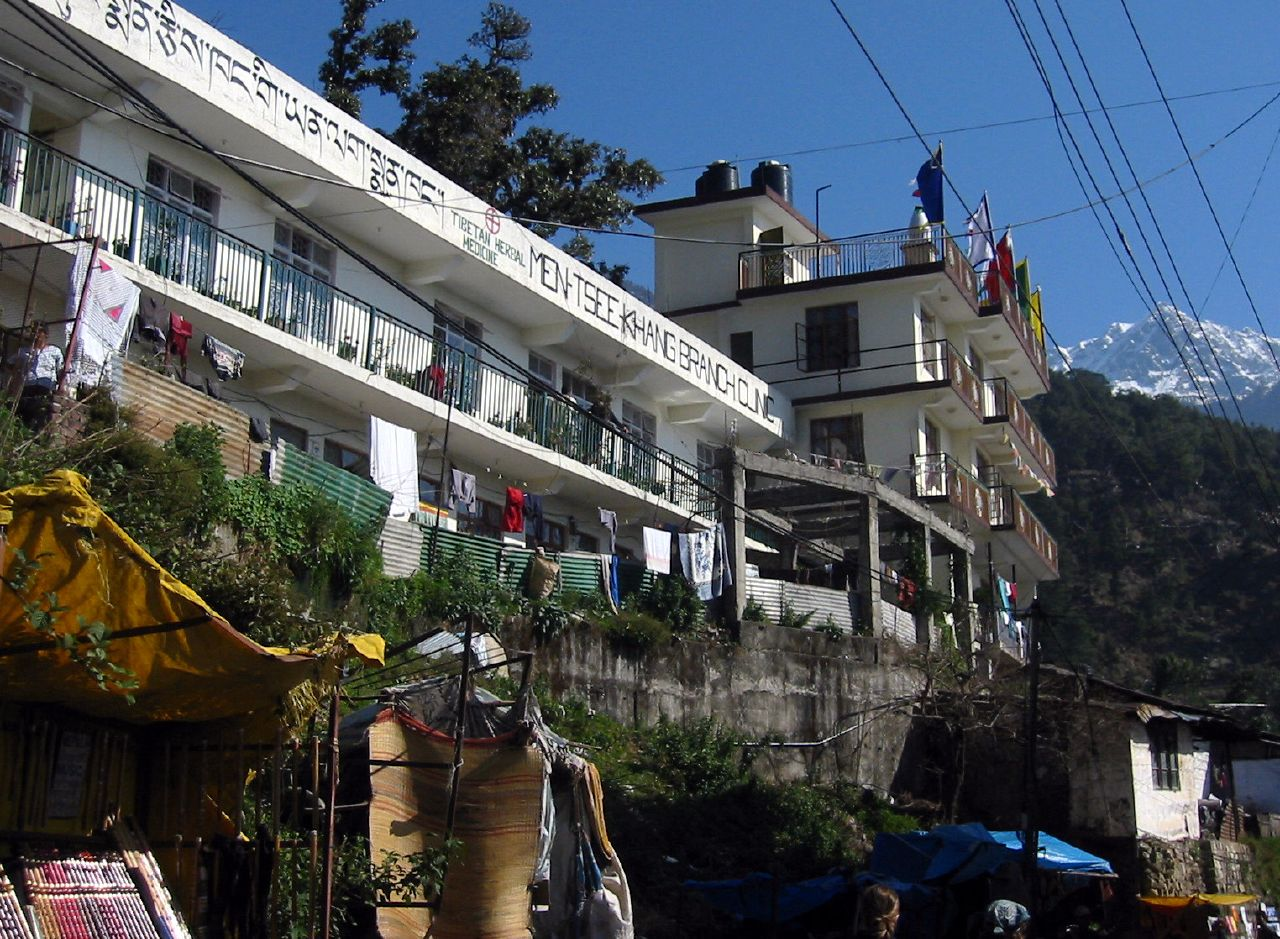
Будівля інституту тибетської медицини та астрології Мен-ци-Кханг, Дармсала, Індія, 2005 рік

Астрологічні розрахунки є невід'ємною частиною життя більшості тибетців, оскільки зазвичай вони планують своє життя відповідно до астрологічних даних, обирають день для весілля, початку подорожі, будівництва, посіву зернових, збору врожаю або інших подій, орієнтуючись на рекомендації астролога. Інститут тибетської медицини і астрології Мен-ци-Кханг щорічно публікує астрологічний альманах, який є офіційним тибетським календарем, і в якому зазначаються «сприятливі» і «несприятливі» дні.
Мен-ци-Кханг був відтворений в Дармсалі з ініціативи Далай-лами XIV для збереження і розвитку тибетської медицини та астрології. Сам Далай-лама, вважаючи астрологію важливою частиною тибетської культури, не вірить в неї, кажучи, що «Будда сказав: що б не трапилося, це результат вашої карми, ваших дій і випадковості».
У Тибетському автономному районі, що входить до складу КНР, астрологія потрапляє в розряд забобонів, і, згідно з культурною політикою Китаю, різні форми передбачень і ворожінь знаходяться поза законом. Це обмеження вплинуло на практику тибетської медицини в багатьох аспектах (аналогічно знизилося використання І-Цзін в традиційній китайській медицині).